# Wolost Žeimiai
Die Wolost Žeimiai (lit. Žeimių valsčius) war eine Wolost im Mittellitauen. Das Zentrum war das Städtchen Žeimiai. Die Wolost Žeimiai wurde in der zweiten Hälfte des 19. Jahrhunderts im Russischen Kaiserreich errichtet. 1923 lebten dort 5.845 Einwohner. Von 1919 bis 1950 gehörte die Wolost zum Bezirk Kėdainiai. Am 20. Juni 1950 entstanden aus dem ehemaligen Territorium der Wolost das Rajon Jonava (8 Kreise) und Rajon Kėdainiai (2 Kreise) im damaligen Sowjetlitauen.

## Kreise um 1949
- Akliai
- Akmeniai
- Dargužiai
- Kuigaliai
- Liepiai
- Ručiūnai
- Svolkenai
- Širviai
- Žeimeliai
- Žeimiai